# Verdun-en-Lauragais
Verdun-en-Lauragais (okzitanisch Verdun de Lauragués) ist eine französische Gemeinde mit 289 Einwohnern (Stand 1. Januar 2022) im Département Aude in der Region Okzitanien. Sie gehört zum Arrondissement Carcassonne und zum Kanton La Malepère à la Montagne Noire.

## Nachbargemeinden
Verdun-en-Lauragais liegt am Flüsschen Tenten.
Nachbargemeinden sind Les Brunels im Norden, Les Cammazes im Nordosten, Villemagne im Osten und Saint-Papoul im Südwesten.

## Bevölkerungsentwicklung
| Jahr      | 1962 | 1968 | 1975 | 1982 | 1990 | 1999 | 2013 |
| Einwohner | 265  | 233  | 219  | 216  | 212  | 231  | 273  |